# Agaricochaete indica
Agaricochaete indica är en svampart som beskrevs av Natarajan & Raman 1980. Agaricochaete indica ingår i släktet Agaricochaete och familjen musslingar.   Inga underarter finns listade i Catalogue of Life.